# Cerbu, Tulcea
Cerbu (în trecut Hagiomer) este un sat în comuna Topolog din județul Tulcea, Dobrogea, România.
- - Istoria satului CERBU**

Alte denumiri: **Hagi Omer**, până în 1968
Sat component al comunei Topolog (în 1900 aparţinea de comuna Ceamurlia de Sus), este situat în prelungirea satului Sâmbăta Nouă, spre SE, către obârşia pârâului Hagiomer, afluent al râului Topolog, de la care şi-a luat numele iniţial. Vatra satului, de tip adunat, are o textură neregulată, fiind străjuită spre NE de dealul Osâmbei (359 m) iar la S şi E de dealul Beipunar (332 m). Uliţele converg, de regulă, spre şoseaua care străbate satul. Accesul în sat este posibil dinspre centrul de comună sau dinspre V. Alecsandri. Datele de care dispunem consideră drept fondatori ai satului pe oierii veniţi din Ţara Oltului şi pe alţi români din zona Buzău şi Râmnicu Sărat, în jurul anului 1880. Prin 1896 erau citaţi şi câţiva turci şi bulgari, pentru ca după 1900 să poposească aici mocani veniţi din Transilvania şi Ţara Făgăraşului. În 1928, numărul acestor familii era de 57. După 1900 populaţia a evoluat după cum urmează: 188 locuitori în 1900, 335 în 1912, 489 în 1930, 723 în 1948, 687 în 1956, 647 în 1966, 313 în 1977, 321 în 1992 şi 325 în
2002. La ultimul recensământ populaţia era pur românească iar tendinţa era de puternică
îmbătrânire şi descreştere numerică. Locuitorii se ocupă cu agricultura, predominând cultura cerealelor, plantelor tehnice şi creşterea ovinelor, care este tradiţională. Îmbătrânirea localnicilor şi plecarea copiilor lor spre oraşe face ca randamentul agriculturii să rămână modest, deşi unele încercări au dovedit că în condiţii climatice favorabile şi cu eforturi susţinute, se pot obţine recolte bune. În sat funcţionează o grupă de grădiniţă şi o clasă mixtă (I-IV), câteva magazine
mixte, care au şi funcţie de bar, precum şi o biserică ortodoxă, cu preot paroh. Treptat, satul tinde să se depopuleze, chiar dacă într-un ritm lent. Tinerii migrează spre oraşe, cei care se întorc în sat fiind mai ales pensionarii sau şomerii. Numele vechi al satului este turcesc şi provine de la valea care străbate satul. Probabil că acest nume se trage de la un anume Omer, care purta titulatura de hagi, deci fusese în pelerinaj la Mecca.
Sursa:www.tulcealibrary.ro
Daca ti-a placut postarea, invita-ti si prietenii in grupul de Facebook ISTORIA DELTEI DUNARII
 Acest articol despre o localitate din județul Tulcea este deocamdată un ciot. Puteți ajuta Wikipedia prin completarea lui.